# Shout (Let It All Out)
A Shout (Let It All Out) a Sweetbox egyik kislemeze. A Sweetbox című album japán kiadásán szerepel; ez az ötödik kislemez Tina Harris énekesnővel. A dal a Tears for Fears Shout című számának feldolgozása (1984), duett D. Christopher Taylorral. A német slágerlistán legmagasabb helyezése a 64. volt, és öt hétig szerepelt a listán.

## Számlista
CD maxi kislemez (Németország)
1. Shout (Let It All Out) (Radio Version) – 3:03
2. Shout (Let It All Out) (Video Version) – 3:03
3. Shout (Let It All Out) (Album Version) – 3:03
4. Shout (Let It All Out) (Orinoko Remix) – 4:55
5. Shout (Let It All Out) (Loud & Longer Remix) – 5:00
6. He Loves Me – 3:19

12" maxi kislemez (USA)
1. Shout (Let It All Out) (Loud & Longer Mix) – 5:00
2. Shout (Let It All Out) (A Capella) – 3:03
3. Shout (Let It All Out) (Orinoko Remix) – 4:55
4. Shout (Let It All Out) (Album Version) – 3:03